# Дайшон Редан
Дайшон Редан (нід. Daishawn Redan, нар. 2 лютого 2001, Амстердам, Нідерланди) — нідерландський футболіст, нападник німецького клубу «Герта» та молодіжної збірної Нідерландів.
На правах оренди виступає за нідерландський клуб «Утрехт».

## Ігрова кар'єра

### Клубна
Дайшон Редан є вихованцем клубу «Аякс». У 2017 році футболіст перейшов до академії англійського клубу «Челсі». Та заграти у першій команді йому не вдалося. А дебют на професійному рівні Редана відбувся у серпні 2019 року у складі берлінської «Герти», яка виступає у німецькій Бундеслізі. У Німеччині Редан провів лише 8 матчів, переважно граючи за дубль «Герти».
У січні 2020 року футболіст повернувся до Нідерландів, де продовжив кар'єру, граючи на правах оренди у клубах «Гронінген» та «Зволле». Влітку 2022 року футболіст уклав орендний договір з нідерландським клубом «Утрехт» до кінця сезону з можливістю викупу «Утрехтом» контракту гравця.

### Збірна
У 2018 році Дайшон Редан у складі збірної Нідерландів (U-17) став переможцем юнацької першості Європи, що проходив в Англії.

## Особисте життя
Дайшон Редан має суринамське походження і в подальшому можливі його виступи за національну збірну Суринама.

## Досягнення
Нідерланди (U-17)
 Чемпіон Європи (U-17): 2018